# Cychramus variegatus
Cychramus variegatus är en skalbaggsart som först beskrevs av Herbst 1792.  Cychramus variegatus ingår i släktet Cychramus, och familjen glansbaggar. Arten är reproducerande i Sverige.

## Bildgalleri

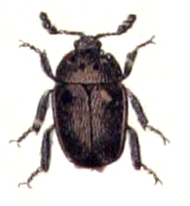